# Schützenverein Schweizerischer Studierender
Der Schützenverein Schweizerischer Studierender (SSS!) ist eine freischlagende, farbentragende Studentenverbindung in Zürich und die einzige Studentenverbindung der Schweiz, die einen Schiessbetrieb pflegt.

## Der Verein heute

### Zweck
Der SSS! versteht sich als Verbindung freiheitlich gesinnter Akademiker, die sich zum demokratischen Rechtsstaat bekennen. Der SSS! ist politisch und konfessionell neutral.
Als Studentenverbindung pflegt der SSS! Freundschaft, Geselligkeit und geistigen Austausch zwischen Angehörigen verschiedener Fakultäten und Studienrichtungen. Als Schützenverein fördert der SSS! die Schiessfertigkeit seiner Mitglieder und organisiert Bundesschiessanlässe für Angehörige der Armee und der Schweizer Bevölkerung.

### Organisation
Der SSS! besteht aus der Aktivverbindung und dem Altherrenverband (AHV) als rechtlich selbstständige, aber eng verbundene Vereine. Mitglieder der Aktivverbindung sind Aktive, Inaktive, Ehrenmitglieder und Mitschützen. Die Mitglieder sind männliche Studierende der ETH Zürich und der Universität Zürich. In Ausnahmefällen werden auch Studierende der anderen Hochschulen und Fachhochschulen aus dem Raum Zürich aufgenommen. Unter den Aktiven wird nicht nach Burschen und Fuchsen unterschieden, ein Fuchsenwesen kennt der SSS! nicht, mit der Aufnahme erhalten Neumitglieder alle Rechte und Pflichten eines vollwertigen Mitglieds. Nach Studienabschluss und dem Ende des Studentenlebens erfolgt in der Regel der Austritt aus der Aktivitas und die Aufnahme in die Altherrenschaft.

### Anlässe
Zu den regelmässigen Anlässen des SSS! zählen unter anderem der wöchentliche Stamm in den Drei Stuben, der alljährliche Weihnachtsball, die regelmässigen Studienreisen und gemeinsame Anlässe mit anderen Verbindungen.

### Schützenwesen
Geschossen wird hauptsächlich mit Ordonnanzwaffen. Im Sommer finden regelmässige Schiesstranings und -Anlässe mit Gewehr und Pistole auf 300 m und 25 m im Schiessstand Albisgüetli statt. Als ein vom SAT anerkannter Schiessverein organisiert der SSS! für schiesspflichtige Angehörige der Armee das obligatorische Programm (OP) sowie das Eidgenössische Feldschiessen (EFS). Ausserdem ist der SSS! Mitglied des Akademischen Sportverbandes Zürich (ASVZ).

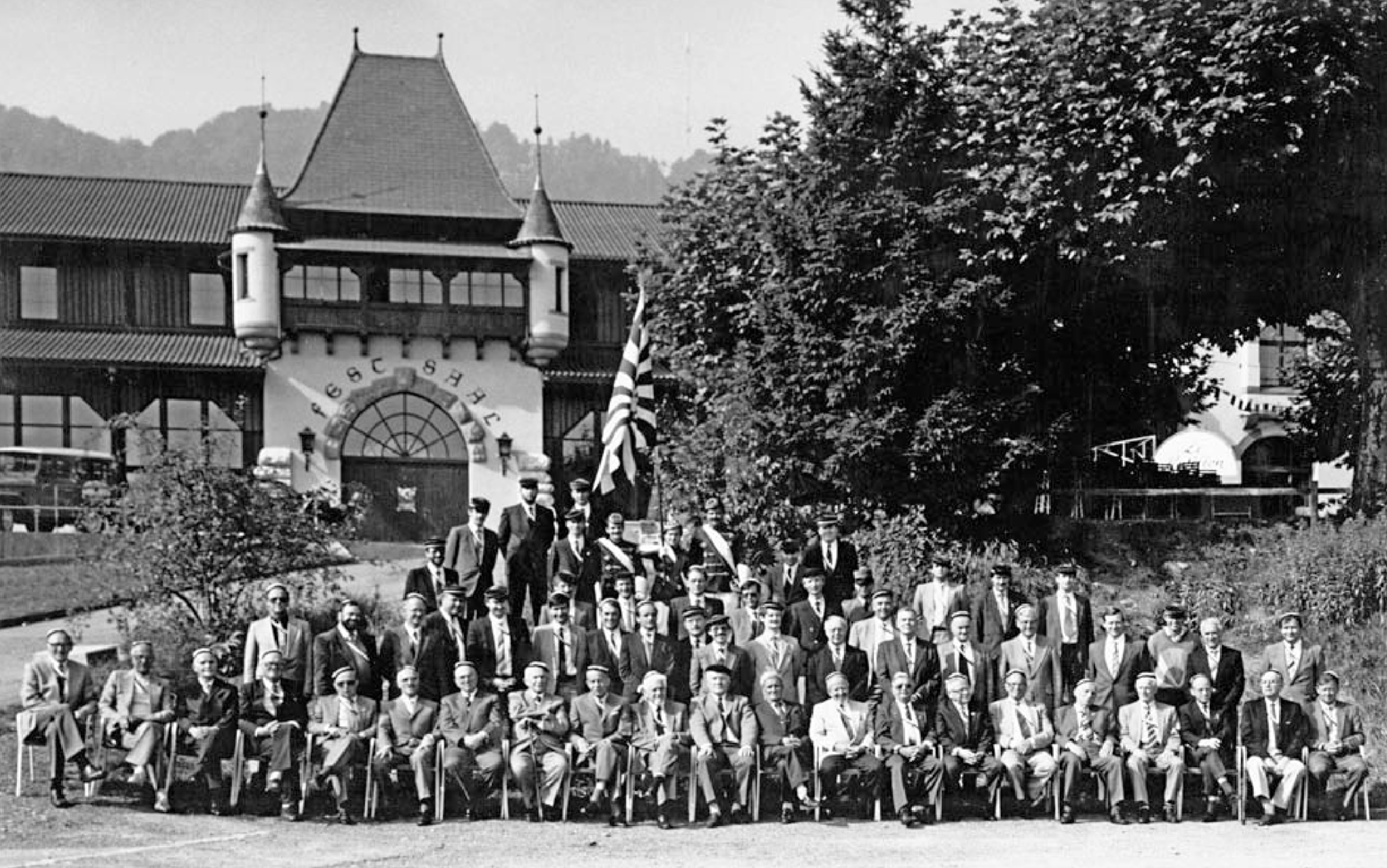
Gruppenbild des SSS vor dem Schützenhaus Albisgüetli

Zudem ist die Teilnahme am eidgenössischen Schützenfest, an kantonalen Schützenfesten, an der Hochschulmeisterschaft und auch an historischen Schiessen, wie beispielsweise dem Pfynschiessen, Murtenschiessen, Rütlischiessen und Morgartenschiessen, üblich.
Am 1. August sind die Schützen gewöhnlich mit einer Charge am Umzug der Bundesfeier am Bürkliplatz in Zürich vertreten. An geeigneten internen Anlässen oder Hochzeiten von Mitgliedern werden traditionell Böllerschüsse abgefeuert.

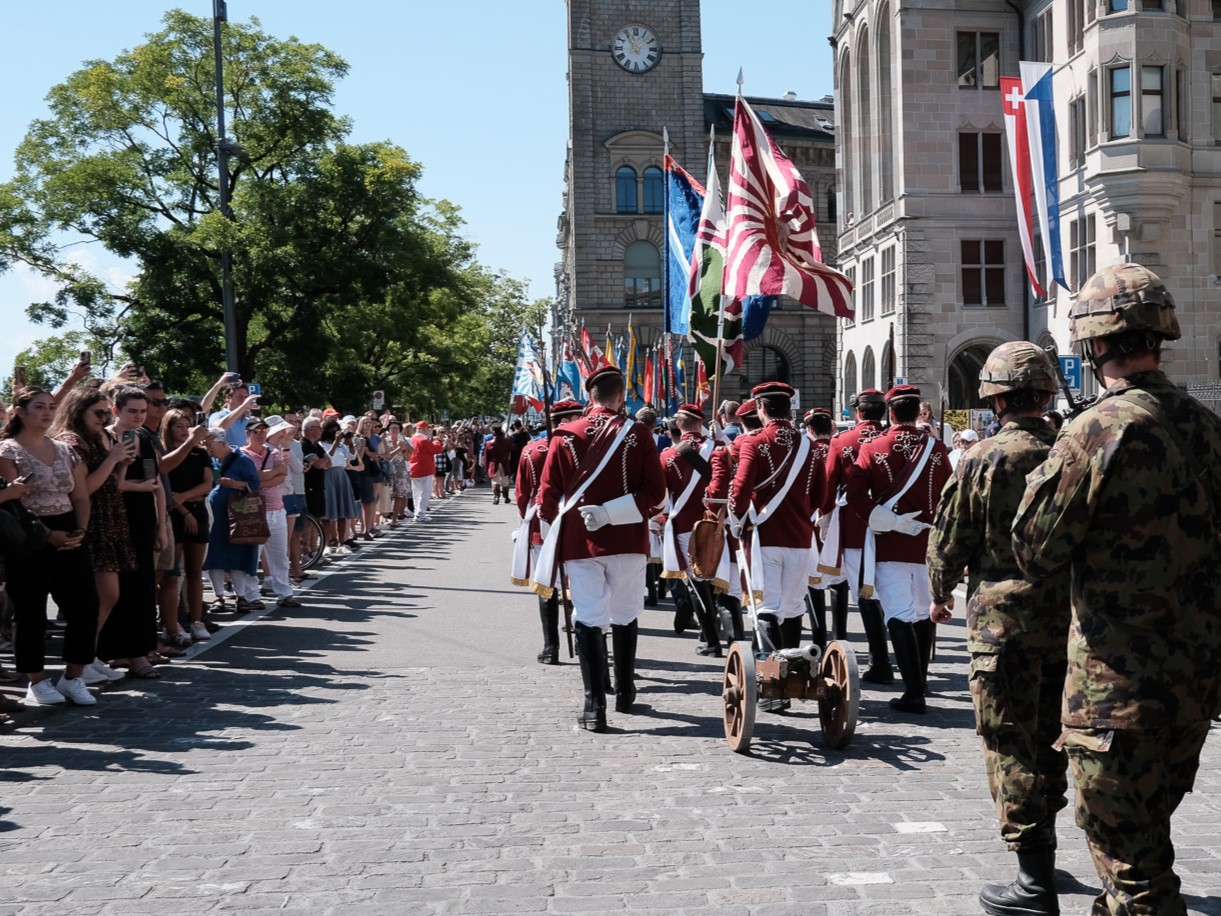
Charge mit Kanone im Zürcher Umzug zur Schweizer Bundesfeier 2022

### Farbencantus
Der Farbencantus des SSS! ist das 1857 von Gottfried Keller komponierte fünfstrophige Studentenlied Schweizerdegen. Dieser wird, genauso wie andere studentische Cantus, oft geübt und gesungen.
| Schweizerdegen | Schweizerdegen | Schweizerdegen | Schweizerdegen |
| -------------- | --- | -------------- | --- |
| 1              | Heisst ein Haus zum Schweizerdegen, lustig muss die Herberg sein; denn die Trommel spricht den Segen, und der Wirt schenkt Roten ein! : Kommen die Gäste, schön' Wirtin sie lacht, sie hat schon manchen zu Bette gebracht. : | 4              | All' die Wehr und Waffen pflegen, stehen auf von Tal zu Tal; hört es klingt der Schweizerdegen, hört, es singt der alte Stahl! : Tut ihm genug und erprobt ihn vereint! Besser, das Mütterchen lacht, als es weint. : |
| 2              | Ist kein Volk fast allerwegen, das da nicht schon eingekehrt, und der Wirt zum Schweizerdegen hat den Eintritt nie verwehrt, : hat dann die blutige Zeche gemacht, dass die Frau Wirtin vor Freuden gelacht. :                | 5              | Wo in Ländern frei gelegen, wo in altgetürmter Stadt Schweizerherz und Schweizerdegen die gemeine Herrschaft hat, : da ist die Mutter, so hold und so fein, lacht sie, so wird's Frau Helvetia sein! :                |
| 3              | Zweiundzwanzig Schilde blitzen von dem Giebel weit zu Tal; Zeug- und Bannerherren sitzen harrend in dem hohen Saal, : lauschend, bis jauchzend die Mutter sie ruft und von den Schilden erklinget die Luft. :                 |                | |

Die vierte Strophe ist die gewählte Farbenstrophe, welche in der Originalfassung mit anderen Zeilen begann: „Und auf allen Weg' und Stegen steht es auf zu Berg und Tal“. 

### Zun Drei Stuben

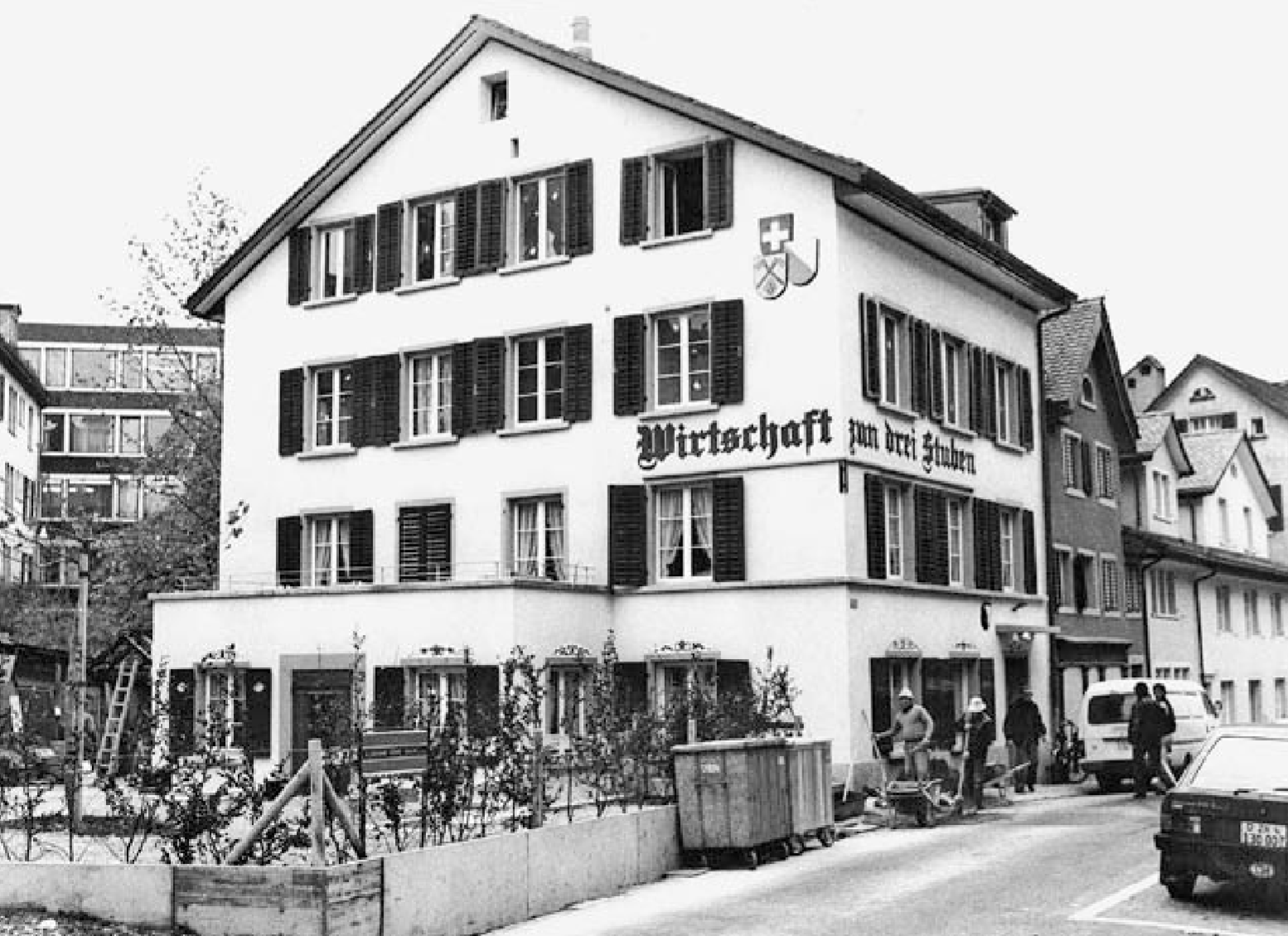
Wirtschaft Zun Drei Stuben

Die Wirtschaft Zun Drei Stuben an der Beckenhofstrasse steht seit 1982 im Eigentum einer Aktiengesellschaft, deren Aktionariat aus Vereinsmitgliedern oder dem SSS! eng verbundenen Personen (überwiegend Altherren und Aktive) besteht. Für den Stammbetrieb steht dem SSS! eine Stube als Stammkneipe zur Verfügung.

### Turmstube
Seit dem 15. November 1980 geniesst der SSS! bei der Schützengesellschaft Zürich in der Turmstube des Schützenhauses Albisgüetli Gastrecht. In der Turmstube trifft man sich meist nach Schiessanlässen.

## Geschichte

### Hintergründe und Hergang der Gründung eines Studentenschützenvereins 1861
Nach der Gründung der Helvetischen Föderation 1848 kam es zu verschiedenen Spannungen und Konflikten zwischen dem Schweizer Bund und seinen Nachbarstaaten, die Anlass gaben zur Gründung eines studentischen Schützenvereins.
Dazu zählte unter anderem der Vorwurf des Habsburgischen Österreichs an den Kanton Tessin, im Rahmen der italienischen Unabhängigkeitskriege die Mailänder Provinz unterstützt zu haben, oder der Widerstand unter General Dufour gegen Grenzverletzungen durch die Badener Armee Im Rahmen der Verfolgungen von republikanischen Aufständischen aus der Badischen Revolution 1848 auf der Flucht in die Eidgenossenschaft, sowie der Disput mit dem Preussischen Reich unter Friedrich Wilhelm IV, welcher sich im Neuenburger Handel löste. In diese Reihe von Ereignissen können zudem die Dappentalfrage und die Savoyerfrage gezählt werden.
In Anbetracht von Ereignissen dieser Art wollten sich Schweizer Studenten den Bemühungen der Verteidigung anschliessen. Am 26. Juni 1861 wurde, unter der Anstiftung von Samuel Pletscher aus Schleitheim, ein akademischer Freikorps gegründet, genannt «Schützenverein Schweizerischer Polytechniker» (SSP). Dieser Schützenverein hatte dazumals noch sehr wenig mit couleurstudentischem Benehmen zu tun, sondern war ein akademisches Freikorps zur Unterstützung der Schweiz.

#### Umbenennung zum SSS!
An der Sitzung vom 7. Dezember 1870 wurde unter anderem beschlossen, den Vereinsnamen anzupassen, da unterdessen auch Studierende der Zürcher Universität zu den Mitgliedern zählten. Der neue Name lautete «Schützenverein Schweizerischer Studierender» mit dem Kürzel SSS!.

### Rolle in der Gründung der Militärakademie
(Quelle: )

#### Ehrenmitglied Geiser und die militärwissenschaftliche Abteilung (MWA)

Ausschnitt aus der Nachschrift der Vorlesung «äussere Ballistik» von C.F. Geiser im Sommersemester 1897

Das Gründungsmitglied des SSS! Carl Friedrich Geiser gehörte neben General Ulrich Wille zu den Dozenten erster Stunde, der im Wintersemester 1878/79 vom Bund eröffneten «militärwissenschaftlichen Abteilung» des Polytechnikum. Aus dieser Abteilung wuchs die heutige Militärakademie der unterdessen in ETH Zürich umbenannte Hochschule.
In der MWA hielt Geiser die Vorlesung zur Ballistik und leitete die Schiessübungen. Geiser zog den SSS! häufig für praktische Übungen und Versuchsschiessen bei. In ihm fand der SSS! einen ihm wohlgesinnten Vertreter des Schiessbetriebs in den oberen Rängen der MWA.

#### Bundesunterstützung zu Ausbildungszwecken
Über die Zeit wurden verschiedene Vereinbarungen getroffen, welche Leistungen seitens des Bundes in Form von Beiträgen, Munitions- & Scheibenfinanzierung und Zeigerkosten beinhalteten. Im Gegenzug übernahm der SSS! zum Beispiel in den 1880er-Jahren den Unterricht für die Schüler der MWA in allen Belangen des praktischen Schiessens.
Bis heute wird die Munition für die regulären Schiessübungen des SSS! von der Schweizer Armee im Rahmen des Schiesswesens und ausserdienstlichen Tätigkeiten subventioniert, womit die Schiessanlässe des SSS! dem  Munitionsbefehl unterliegen, da an allen Schiessanlässen Ordonnanzmunition verwendet wird. Dafür bietet der SSS! insbesondere für die Studierenden Zürichs die Möglichkeit, in der Aktivitas oder dem Mitschützentum die Schiessfertigkeiten zu üben und sich auf das Pflichtschiessen vorzubereiten.

### Verbigenia (1905–1921)
Eine turbulente Auseinandersetzung zwischen dem Architekturstudenten Karl Frey des SSS! und einem Turner der Utonia im Dezember 1904 sollte zunächst zur Satisfaktion mit schweren Säbeln führen. Sie endete aber damit, dass ein von der Corps Tigurinia einberufener Ehrenrat bestehend aus Vertretern der schlagenden Zürcher Verbindungen entschloss, dass der SSS! im Wintersemester 1905/06 nicht auf eigene Farben fechten dürfte. Um dieses Verbot zu umgehen, wurde der SSS! suspendiert und an seiner Stelle am 15. Oktober 1905 die Studentenverbindung Verbigenia gegründet. Der Name ist an ein von Caesar erwähnter verbigenischer Gau der Helvetier entnommen.
In den Jahren bis zu Suspension entwickelte sich die Verbigenia zu einer schlagenden Verbindung mit unbedingter Satiskation und engem Paukverhältnis zu der Basler Sektion der Helvetia. Sie hatte Schwierigkeiten, von den anderen schlagenden Verbindungen anerkannt zu werden, und führte «nur ein ephemeres Dasein». Aufgrund eines abrupten Mitgliederschwunds und mangelndem Nachwuchs wurde die Verbigenia 1909 suspendiert. Auch aufgrund der allgemeinen Belastung durch den Ersten Weltkrieg kam vor 1921 keine nachhaltige Aktivitas zustande, bis schlussendlich zwischen den Jahren 1909 bis 1912 und von 1912 bis 1921 gar keine Aktivitas existierte.
Die Manessia Turicensis übernahm in Folge die Mützenfarbe der Verbigenia und versuchte erfolglos, einen Schiessbetrieb einzuführen.

### Rekonstitution
Dank dem Bestreben dreier Altherren und mit der Unterstützung beider Rektoren der ETH und Universität Zürich wurde der SSS! am 15. Juli 1921 im Strohhof an der Augustinergasse 3, Zürich der SSS! wiederbelebt. Die Gründercorona zählte 30 Mitglieder.
Bis zum Beginn des Zweiten Weltkriegs florierte der SSS! als Studentenverbindung.

### Folgen des Zweiten Weltkriegs
Der Betrieb des SSS! wurde durch die Schweizer Mobilmachung zum Zwecke der Landesverteidigung pausiert, da diese alle jungen wehrfähigen Männer beanspruchte. Vereinzelte Anlässe und Schiessen fanden statt, das Verbindungsleben erstarkte aber erst ab 1944 und dem Kriegsende im Folgejahr erneut.
Nach 1945 organisierte sich der SSS! über die Zeit zu jener Form, die bis heute besteht.

## Fussnoten
1. 1 2 3  Aktivitas des SSS! (Hrsg.): Art. 2 der Statuten des Schützenvereins Schweizerischer Studierender. Zürich 20. Februar 2018.
2. ↑  Aktivitas des SSS! (Hrsg.): Art. 3 der Statuten des Schützenvereins Schweizerischer Studierender. Zürich 20. Februar 2018.
3. ↑  Aktivitas des SSS! (Hrsg.): Art. 12 der Statuten des Schützenvereins Schweizerischer Studierender. Zürich 20. Februar 2018.
4. ↑  Aktivitas des SSS! (Hrsg.): Art. 4 der Statuten des Schützenverein Schweizerischer Studierender. Zürich 20. Februar 2018.
5. 1 2  Aktivitas des SSS! (Hrsg.): Art. 5 der Statuten des Schützenvereins Schweizerischer Studierender. Zürich 20. Februar 2018.
6. ↑  Aktivitas des SSS! (Hrsg.): Art. 7 der Statuten des Schützenvereins Schweizerischer Studierender. Zürich 20. Februar 2018.
7. ↑  Aktivitas des SSS! (Hrsg.): Art. 13 der Statuten des Schützenvereins Schweizerischer Studierender. Zürich 20. Februar 2018.
8. ↑  Anlässe des SSS! Schützenverein Schweizerischer Studierender, 11. März 2024, abgerufen am 11. März 2024.
9. ↑  Startseite des SAT (Login-geschützt). Abgerufen am 11. März 2024.
10. ↑  Mitgliedervereine ASVZ. Abgerufen am 11. März 2024.
11. ↑  Bundesfeier 2024. Abgerufen am 11. März 2024.
12. 1 2  Festlieder und Gelegentliches. In: Gesammelte Gedichte: Historisch-Kritische Gottfried Keller-Ausgabe (HKKA). Abgerufen am 11. März 2024.
13. ↑  Eintrag im Zentralen Firmenindex. Abgerufen am 11. März 2024.
14. ↑  Lokalitäten des SSS! Abgerufen am 11. März 2024.
15. 1 2 3 4 5 6 7  Schliff, Schnitz, Taurus et al.: Schützenverein Schweizerischer Studierender Zürich 1861–2011: Festschrift zur 150-Jahr-Feier. Hrsg.: Schützenverein Schweizer Studierender. Zürich 2011.
16. ↑  Max Richter: Auf die Mensur! Geschichte der schlagenden Korporationen der Schweiz. Arma, Zürich 1978. S. 105.